# Jegu (Penebel)
Jegu is een bestuurslaag in het regentschap Tabanan van de provincie Bali, Indonesië. Jegu telt 3093 inwoners (volkstelling 2010).